# 桓寬
桓寬（？—？），字次公，河南上蔡人。曾任廬江太守丞。编纂了《盐铁论》。

## 生平
學《春秋》公羊學，曾擔任廬江太守丞。
漢武帝用桑弘羊之說，設榷酤、鹽鐵（酒與鹽鐵官賣）之法。漢昭帝時，召集天下賢良、文學六十多人開會，辯論得失。最後由桓寬紀錄，紀錄格式以一問一答呈現，條列分明，就是後來的《鹽鐵論》。最後一篇雜論則是桓寬自序。他在漢宣帝時編纂《鹽鐵論》，上距鹽鐵會議至少10年。